# Morti nel 2014/Agosto
| Questa pagina contiene informazioni ricavate automaticamente dalle voci biografiche con l'ausilio del template Bio e di un bot. L'aggiornamento è periodico e automatico e ricostruisce completamente la pagina. Se manca una persona in questa lista, sei pregato di non aggiungerla, ma accertati piuttosto che la sua voce biografica contenga il template Bio e che i dati anagrafici siano correttamente compilati. Se il template Bio manca, inseriscilo tu stesso o, in alternativa, metti l'avviso {{tmp\|Bio}} che ne segnala la mancanza. Se i dati riportati sono sbagliati, correggi direttamente la voce biografica; le modifiche saranno visibili in questa lista entro pochi giorni. Per chiarimenti vedi il progetto biografie. La lista contiene solo le 171 persone che sono citate nell'enciclopedia e per le quali è stato implementato correttamente il template Bio. Pagina aggiornata al 18 lug 2025. |

- 1º agosto - Valjancin Bjal'kevič, calciatore bielorusso (n. 1973)
- 2 agosto - Luciano Borgognoni, ciclista su strada e pistard italiano (n. 1951)
- 2 agosto - Domenico Ligresti, storico italiano (n. 1946)
- 2 agosto - Barbara Prammer, politica austriaca (n. 1954)
- 2 agosto - Ol'ga Voronec, cantante russa (n. 1926)
- 2 agosto - Hermann Weißauer, chimico e compositore di scacchi tedesco (n. 1920)
- 3 agosto - Stefano Bonilli, imprenditore e giornalista italiano (n. 1945)
- 3 agosto - Edward Bede Clancy, cardinale e arcivescovo cattolico australiano (n. 1923)
- 3 agosto - Helmut Faeder, calciatore tedesco (n. 1935)
- 3 agosto - Franco Flamini, cestista, allenatore di pallacanestro e giornalista italiano (n. 1925)
- 3 agosto - Irena Mamińska, cestista polacca (n. 1923)
- 3 agosto - Riccardo Quinto, storico della filosofia italiano (n. 1961)
- 3 agosto - Dorothy Salisbury Davis, scrittrice statunitense (n. 1916)
- 3 agosto - Benedito de Ulhôa Vieira, arcivescovo cattolico brasiliano (n. 1920)
- 4 agosto - Carmen de Lirio, attrice e cantante spagnola (n. 1926)
- 4 agosto - Sergio Urrego, colombiano (n. 1997)
- 5 agosto - Eugene Aksenoff, medico giapponese (n. 1924)
- 5 agosto - Marilyn Burns, attrice statunitense (n. 1949)
- 5 agosto - Angéla Németh, giavellottista ungherese (n. 1946)
- 6 agosto - Mara Lane, attrice austriaca (n. 1930)
- 6 agosto - Rita Bottero, fondista italiana (n. 1937)
- 6 agosto - Ralph Bryans, pilota motociclistico britannico (n. 1941)
- 6 agosto - Norman Lane, canoista canadese (n. 1919)
- 6 agosto - Enzo Lauretta, scrittore, saggista e politico italiano (n. 1924)
- 6 agosto - Emil Niculescu, cestista rumeno (n. 1932)
- 6 agosto - Andrej Stenin, fotoreporter russo (n. 1980)
- 7 agosto - Cristina Deutekom, soprano olandese (n. 1931)
- 7 agosto - William Jones, canottiere uruguaiano (n. 1924)
- 7 agosto - Alberto Pérez Zabala, calciatore spagnolo (n. 1925)
- 8 agosto - Luciana Angiolillo, attrice italiana (n. 1925)
- 8 agosto - Luciano Bux, vescovo cattolico italiano (n. 1936)
- 8 agosto - Menahem Golan, regista e produttore cinematografico israeliano (n. 1929)
- 8 agosto - J.J. Murphy, attore britannico (n. 1928)
- 8 agosto - Federico Orlando, giornalista e politico italiano (n. 1928)
- 8 agosto - Waldir Pagan Peres, allenatore di pallacanestro brasiliano (n. 1937)
- 9 agosto - Andrij Bal', allenatore di calcio e calciatore ucraino (n. 1958)
- 9 agosto - Manuel Caldeira, calciatore portoghese (n. 1926)
- 9 agosto - J.E. Freeman, attore e poeta statunitense (n. 1946)
- 9 agosto - Eddie Nash, criminale statunitense (n. 1929)
- 9 agosto - Ed Nelson, attore statunitense (n. 1928)
- 9 agosto - Piero Persico, calciatore e allenatore di calcio italiano (n. 1930)
- 10 agosto - Fatima Zohra del Marocco, principessa marocchina (n. 1929)
- 10 agosto - Kathleen Ollerenshaw, matematica e politica britannica (n. 1912)
- 10 agosto - Bruno Seraglia, generale e aviatore italiano (n. 1921)
- 11 agosto - Franco Assante, politico italiano (n. 1923)
- 11 agosto - Vladimir Beara, calciatore e allenatore di calcio jugoslavo (n. 1928)
- 11 agosto - Samuel Hall, tuffatore e politico statunitense (n. 1937)
- 11 agosto - Stelio Nardin, calciatore italiano (n. 1939)
- 11 agosto - Nadežda Patrakeeva-Andreeva, sciatrice alpina sovietica (n. 1959)
- 11 agosto - Pierre Ryckmans, scrittore, saggista e critico letterario belga (n. 1935)
- 11 agosto - Franca Tamantini, attrice italiana (n. 1931)
- 11 agosto - Robin Williams, attore e comico statunitense (n. 1951)
- 12 agosto - Lauren Bacall, attrice statunitense (n. 1924)
- 12 agosto - Piero Alberto Capotosti, giurista italiano (n. 1942)
- 12 agosto - Rina Cavallari, mezzosoprano italiano (n. 1914)
- 12 agosto - Jean Favier, storico e archivista francese (n. 1932)
- 12 agosto - Frederick Gale Ruffner Jr., editore statunitense (n. 1926)
- 12 agosto - Guillermo Galíndez, cestista portoricano (n. 1926)
- 12 agosto - Pierino Gelmini, presbitero italiano (n. 1925)
- 12 agosto - Teunis Horstman, vescovo vetero-cattolico olandese (n. 1927)
- 12 agosto - Abel Laudonio, pugile argentino (n. 1938)
- 12 agosto - Gino Leurini, attore italiano (n. 1934)
- 12 agosto - Il'ja Samochin, giocatore di calcio a 5 russo (n. 1970)
- 13 agosto - Frans Brüggen, flautista e direttore d'orchestra olandese (n. 1934)
- 13 agosto - Simone Camilli, giornalista e fotoreporter italiano (n. 1979)
- 13 agosto - Columba Domínguez, attrice messicana (n. 1929)
- 13 agosto - Martino Finotto, pilota automobilistico italiano (n. 1933)
- 13 agosto - Eino Mäkinen, sollevatore finlandese (n. 1926)
- 13 agosto - Kurt Tschenscher, arbitro di calcio tedesco (n. 1928)
- 14 agosto - Jay Adams, skater statunitense (n. 1961)
- 14 agosto - Constantin Alexandru, lottatore rumeno (n. 1953)
- 14 agosto - Mariana Briski, attrice argentina (n. 1965)
- 14 agosto - Madeleine Collinson, attrice e modella maltese (n. 1952)
- 14 agosto - Géza Gulyás, calciatore ungherese (n. 1931)
- 14 agosto - Javier Guzmán, calciatore messicano (n. 1945)
- 14 agosto - Stephen Lee, attore statunitense (n. 1955)
- 14 agosto - Franco Servello, politico italiano (n. 1921)
- 15 agosto - Licia Albanese, soprano italiano (n. 1909)
- 15 agosto - Francesco Lacelli, calciatore italiano (n. 1924)
- 15 agosto - Bruno Petroni, calciatore italiano (n. 1941)
- 15 agosto - Ferdinando Riva, allenatore di calcio e calciatore svizzero (n. 1930)
- 16 agosto - Giorgio Bolognesi, calciatore, allenatore di calcio e dirigente sportivo italiano (n. 1925)
- 16 agosto - Gary Ilman, nuotatore statunitense (n. 1943)
- 16 agosto - Vsevolod Nestajko, scrittore ucraino (n. 1930)
- 17 agosto - Visvaldis Eglītis, cestista sovietico (n. 1936)
- 17 agosto - Pierre Lagaillarde, avvocato e terrorista francese (n. 1931)
- 17 agosto - Gabriella Mondardini, antropologa italiana (n. 1941)
- 17 agosto - Sérgio Rodrigues, nuotatore e pallanuotista brasiliano (n. 1930)
- 17 agosto - Anatolij Samocvetov, martellista sovietico (n. 1932)
- 17 agosto - Joanie Spina, ballerina, coreografa e illusionista statunitense (n. 1953)
- 17 agosto - Dragoljub Čirić, scacchista serbo (n. 1935)
- 18 agosto - Jim Jeffords, politico e avvocato statunitense (n. 1934)
- 18 agosto - Levente Lengyel, scacchista ungherese (n. 1933)
- 18 agosto - Antonio Moroni, presbitero e ecologo italiano (n. 1925)
- 18 agosto - Paul Nguyễn Thanh Hoan, vescovo cattolico vietnamita (n. 1932)
- 18 agosto - Jean Nicolay, calciatore belga (n. 1937)
- 18 agosto - Don Pardo, attore, conduttore radiofonico e conduttore televisivo statunitense (n. 1918)
- 18 agosto - Alberto Spigaroli, politico italiano (n. 1922)
- 19 agosto - Simin Behbahāni, poetessa iraniana (n. 1927)
- 19 agosto - James Wright Foley, giornalista statunitense (n. 1973)
- 19 agosto - Francisco Escalero, serial killer spagnolo (n. 1948)
- 19 agosto - Brian G. Hutton, attore e regista statunitense (n. 1935)
- 19 agosto - George Munroe, cestista statunitense (n. 1922)
- 19 agosto - Dinu Patriciu, politico, imprenditore e architetto rumeno (n. 1950)
- 19 agosto - Jean-Pierre Voisin, cestista svizzero (n. 1932)
- 19 agosto - Józef Żyliński, cestista e allenatore di pallacanestro polacco (n. 1920)
- 19 agosto - Samih al-Qasim, poeta e giornalista palestinese (n. 1939)
- 20 agosto - Eric Barber, allenatore di calcio e calciatore irlandese (n. 1942)
- 20 agosto - Federico Boido, attore e artista italiano (n. 1938)
- 20 agosto - Herm Hedderick, cestista e giocatore di baseball statunitense (n. 1930)
- 20 agosto - B. K. S. Iyengar, mistico indiano (n. 1918)
- 20 agosto - Allan Mann, rugbista a 15 scozzese
- 20 agosto - Edmund Casimir Szoka, cardinale e arcivescovo cattolico statunitense (n. 1927)
- 21 agosto - Robert Hansen, serial killer statunitense (n. 1939)
- 21 agosto - Donato Lamorte, politico italiano (n. 1931)
- 21 agosto - Steven Nagel, astronauta statunitense (n. 1946)
- 21 agosto - Allan Pietarinen, cestista finlandese (n. 1929)
- 21 agosto - Albert Reynolds, politico irlandese (n. 1932)
- 21 agosto - Michael Stanco, wrestler statunitense (n. 1968)
- 22 agosto - Philip Dowson, architetto britannico (n. 1924)
- 22 agosto - Peter Hopkirk, giornalista e storico inglese (n. 1930)
- 22 agosto - David Mathers, calciatore scozzese (n. 1931)
- 22 agosto - Renato Mori, attore, doppiatore e direttore del doppiaggio italiano (n. 1935)
- 22 agosto - Margaret Northrop, nuotatrice keniota (n. 1934)
- 22 agosto - Umberto Pellegrini, fisico italiano (n. 1930)
- 22 agosto - Alberto Rizzotti, editore, agronomo e giornalista italiano (n. 1912)
- 22 agosto - Catherine Serebriakoff, pittrice russa (n. 1913)
- 23 agosto - Albert Ebossé Bodjongo, calciatore camerunese (n. 1989)
- 23 agosto - Santi Lo Giudice, filosofo e scrittore italiano (n. 1946)
- 23 agosto - Leonid Ivanovyč Stadnyk, veterinario ucraino (n. 1970)
- 24 agosto - Richard Attenborough, attore, regista e produttore cinematografico britannico (n. 1923)
- 24 agosto - Aldo Donati, cantautore, attore e personaggio televisivo italiano (n. 1947)
- 24 agosto - Tony Piaceri, musicista, cantante e compositore italiano (n. 1930)
- 25 agosto - Ramón Echarren Istúriz, vescovo cattolico spagnolo (n. 1929)
- 25 agosto - Alfredo Martini, ciclista su strada e dirigente sportivo italiano (n. 1921)
- 25 agosto - Karl Molitor, sciatore alpino svizzero (n. 1920)
- 25 agosto - Thomas M. Seebohm, filosofo tedesco (n. 1934)
- 25 agosto - Bob Warren, cestista statunitense (n. 1946)
- 26 agosto - Renato Borruso, magistrato italiano (n. 1928)
- 26 agosto - Luciano Gubinelli, attore italiano (n. 1966)
- 26 agosto - Maria Mauban, attrice francese (n. 1924)
- 26 agosto - John Joseph Nevins, vescovo cattolico statunitense (n. 1932)
- 26 agosto - Bob Wilson, cestista statunitense (n. 1926)
- 27 agosto - Jean-François Beltramini, calciatore francese (n. 1948)
- 27 agosto - Peret, cantante spagnolo (n. 1935)
- 27 agosto - Orlando Polmonari, ginnasta italiano (n. 1924)
- 27 agosto - Luigi Sardei, calciatore italiano (n. 1937)
- 27 agosto - Steve Sullivan, cestista statunitense (n. 1944)
- 27 agosto - Carl Timner, pittore e disegnatore tedesco (n. 1933)
- 27 agosto - Sandy Wilson, compositore e paroliere britannico (n. 1924)
- 28 agosto - France Anglade, attrice e modella francese (n. 1942)
- 28 agosto - Ivan Ivančić, pesista e allenatore di atletica leggera jugoslavo (n. 1937)
- 28 agosto - Andrew Kay, inventore statunitense (n. 1919)
- 28 agosto - John Anthony Walker, militare statunitense (n. 1937)
- 28 agosto - Fernando Zunzunegui, calciatore spagnolo (n. 1945)
- 29 agosto - Kurt Bachmann, cestista filippino (n. 1936)
- 29 agosto - Brasse Brännström, attore e sceneggiatore svedese (n. 1945)
- 29 agosto - Glenn Cornick, bassista britannico (n. 1947)
- 29 agosto - Sofia Scandurra, sceneggiatrice, regista e scrittrice italiana (n. 1937)
- 29 agosto - Rosella Towne, attrice statunitense (n. 1918)
- 29 agosto - Gianfranco Viviani, editore e curatore editoriale italiano (n. 1937)
- 29 agosto - Björn Waldegård, pilota di rally svedese (n. 1943)
- 30 agosto - Ferruccio Brandi, generale italiano (n. 1920)
- 30 agosto - Victoria Mallory, attrice e cantante statunitense (n. 1948)
- 30 agosto - Andrew V. McLaglen, regista e produttore cinematografico britannico (n. 1920)
- 30 agosto - Manuel Pertegaz, stilista spagnolo (n. 1918)
- 30 agosto - Victoria Santa Cruz, compositrice, coreografa e designer peruviana (n. 1922)
- 31 agosto - Ștefan Andrei, politico rumeno (n. 1931)
- 31 agosto - Lajos Kiss, canoista ungherese (n. 1934)
- 31 agosto - Viktor Radev, cestista bulgaro (n. 1936)
- 31 agosto - Jonathan Williams, pilota automobilistico britannico (n. 1942)